# فهرست قبایل غز
جهت مشاهده فرزندان و نوه‌های اوغوزخان، و همچنین نحوه ارتباط آنها به قسمت شجرنامه اوغوزخان مراجعه کنید.
فهرستی از قبیله‌های قوم تاریخی اغوز یا غُز. اغوزها از مردمان ترک‌تبار بودند که در آسیای میانه زندگی می‌کردند.
- قایی (قَیِغ)
- بیات (بایات)
- آق‌اولی (آلقابلوک)
- قره‌اولی (قرابلوک)
- یازیر (یَزغِر)
- دوگر (تؤکر)
- دودورغا (توتُرقا)
- یاپرلی
- افشار
- قیزیق
- بیگدلی (بَکتِلی)
- قارقین
- بایندر
- پچنگ (بچنک)
- چاوولدور (چَوُلدُر)
- چپنی
- سالور (سَلغُر)
- آیرملو
- آلایونتلو (اولایُندلُغ)
- یورگیر (یُرگِر)
- ایغدیر (اِکدِر)
- بوگدوز (بُگدُز)
- ییوا (یِقا)
- قنق (قینیق)